# Дорофеев, Андрей Викторович
Андре́й Ви́кторович Дорофе́ев (род. 15 декабря 1960, Москва) — советский и российский художник-иллюстратор, журналист, карикатурист, мастер коллажа. С 1989 года — главный художник еженедельника «Аргументы и факты». 

## Биография
Родился 15 декабря 1960 года в Москве.
Получил техническое образование, окончив c отличием Московский авиационный институт (МАИ), где специализировался на конструировании ракетной техники и космических аппаратов. После окончания института работал в КБ при Министерстве общего машиностроения СССР. Служил в Военно-воздушных силах Северного флота. Параллельно развивалась и художественная карьера Дорофеева.
В конце 1980-х годов, во время «бума прессы» в период гласности, он, будучи членом клуба карикатуристов газеты «Московский комсомолец», получил предложение от «АиФ» создать обложку в технике коллажа. Его первая работа — Венера Милосская, прикрывающаяся советским рублём на фоне пустых полок — вызвала скандал и два мешка гневных писем в адрес редакции , но привела к предложению стать штатным сотрудником «АиФ».
С 1989 года формирует визуальный стиль издания. Создал более 2000 обложек для еженедельника, многие из которых стали символами эпохи.

## Награды
- Лауреат газеты «Московский комсомолец» (1988).[2]
- Большая поощрительная премия выставки карикатуристов СССР (1989).[3]
- Лауреат премии Союза журналистов Москвы за лучшую журналистскую работу (1992).[4]
- Почётный диплом Союза журналистов России за лучшую журналистскую работу (1993).
- «Обложка года» в номинации «Газетные и информационные издания» (2001).[5]
- Национальная премия печатной прессы «Искра» в номинации дизайн газет/журналов (2009).[6]
- Премия Правительства Российской Федерации в области средств массовой информации (2009)[7]
- Медаль ордена «За заслуги перед Отечеством» II степени (2014).[8]
- Благодарность Президента Российской Федерации за заслуги в развитии средств массовой информации и многолетнюю плодотворную деятельность (2018).[9]
- Премия Правительства Российской Федерации в области средств массовой информации (2020)[10]
- Национальная премия «Лучшие книги и издательства года» в номинации «Живопись» за книгу «Наглядная история. От перестройки до коронавируса. 1989-2020» (2020).[11]

## Персональные выставки
- 1995 — Московский фотоцентр, Москва.[12]

- 1995 — Выставочный зал областного Союза Художников, Санкт-Петербург.[13]

- 1995 — Галерея «6х7», Чебоксары.[14]

- 1996 — Дворец Искусств, Минск.[15]

- 2005 — «Коллажи с ироничной приправой», Республиканский музей изобразительных искусств, Йошкар-Ола.[16]

- 2009 — Политические коллажи, ЦВЗ «Манеж», Санкт-Петербург.[17]

- 2009 — Иркутский музыкальный театр, Иркутск.[18]

- 2010 — «Эпоха без купюр», Челябинск.[19]

- 2010 — Работы карикатуриста, Анапа.[20]
- 2011 — «Эпоха без купюр», Тюменский музей изобразительных искусств, Тюмень.[21]

- 2013 — «Первая полоса», Центральный Дом Художника, Москва.[22]

- 2013 — «СМИшные коллажи», Фотоцентр, Москва.[23]

- 2013 — Сатирическая экспозиция в здании Иркутского аэропорта, Иркутск.[24]

- 2013 — Сургутская филармония, Сургут.[25]

- 2013 — Галерея ART-холл, Псков. [26]

- 2018 — Центральный Дом журналиста, Москва. [27]

## Книги
- 2000 — Дорофеев А. В. Альбом коллажей. — Москва: Интер Коммерц-Трафарет Лтд, 2000. — 80 с.

- 2008 — АиФоризмы 1978–2008. Трёхтомник. — Издательство Scanrus OY, Finland, 2008. — 191 с., 191 с., 191 с.

- 2016 — Дорофеев А. В. Шершавым языком плаката: бремя санкций, 2014–2016. — Москва: Изд-во МБА, 2016. — 119 с. — ISBN 978-5-9907748-1-0

- 2018 — Воздухоплавание, авиация, космонавтика, ракетная техника России в культуре и искусстве. — Москва: Известия, 2018. — 231 с. — ISBN 978-5-901164-13-6

- 2020 — Дорофеев А. В. Наглядная история: от перестройки до коронавируса, 1989–2020. — Москва: Изд-во Маска, 2020. — 543 с. — ISBN 978-5-6044537-8-0

- 2025 — Дорофеев А. В. Где луц дешевле? Антидот от брейнрот. — Москва: Изд-во Маска, 2025. — ISBN 978-5-6053457-5-6